# Токко, Уильям
Уильям Вито «Чёрный Билл» Токко (англ. William Vito "Black Bill" Tocco, урождённый Гульельмо Вито Токко (итал. Guglielmo Vito Tocco); 12 февраля 1897, Терразини, провинция Палермо, Сицилия, Италия — 28 мая 1972, Гросс-Пойнт, округ Уэйн, Мичиган, США) — италоамериканский гангстер, один из основателей и боссов семьи Детройта. Токко был лучшим другом и кузеном Джозефа Дзерилли. Вдвоём они около 40 лет (1930-е—1970-е) управляли детройтском мафией, которая в это время иногда называлась семья Токко-Дзерилли.

## Биография

### Ранние годы
Зимой 1897 года в сицилийском городе Терразини родился Гульельмо Вито Токко. Он был одним из семи детей Джакомо Токко и Николины Мочери. В 1912 году семья Токко эмигрировала в Соединённые Штаты, обосновавшись в Детройте, где уже была большая община выходцев с Сицилии. Токко стал натурализованным гражданином после службы в армии США во время Первой мировой войны, приняв участие в боях на Западном фронте.

### Истсайдская банда
Вернувшись из Европы Токко вместе со своим двоюродным братом и другом детства Джузеппе Дзерилли присоединился к братьям Джанола, королям итальянского преступного мира Детройте 1910-х годов, приняв участие в их войне против братьев Витале. В августе 1920 года Токко был одним из восьми человек, задержанных по подозрению в убийстве 28-летнего Антонио Бадаламенти, одного из ведущих членов банды Джона Витале и его племянника, который был застрелен в отместку за убийство Джузеппе Манцелло, одного из лидеров банды Джанола. Вскоре было совершено покушение на самого Джона Витале, в результате которого погиб его 17-летний сын. А в конце сентября был убит и сам Джон Витале, смерть которого положила конец череде междоусобиц в итальянском преступном мире Детройта. Полиция считала Токко одним из участников этих трёх убийств, но обвинение ему так и не было предъявлено.
Устранение Джо Манцелло и Джона Витале позволило Сэму Каталанотте стать во главе детройтской мафии. Он назначил Анджело Мели преемником Манцеллы. Вместе с Биллом Токко и Джо Дзерилли он реорганизовал свою группировку, получившую название Истсайдская банда (Eastside Mob). Токко и Дзерилли как помощники и доверенные лица Мели получили прибыльные куски пирога преступного мира, которые принесли им влияние и деньги. Вскоре Токко женился на сестре Джо Дзерилли, тем самым укрепив связи с ним.
В 1926 году Токко и Дзерилли купили пивоваренную компанию Pheiffer. В условиях «сухого закона» компания продолжала производить солодовые продукты. В феврале 1932 года Токко был арестован за сговор с целью нарушения «сухого закона», а принадлежащие ему компании Pheiffer Products и Meyer Products были закрыты за предполагаемое производство сусла, которое использовалось бутлегерами при производстве домашнего пива. Токко был освобождён под залог и обязательство предстать перед большого жюри. Вскоре после этого Комиссия по контролю за оборотом спиртных напитков штата Мичигана запретила Дзерилли и Токко участвовать в легальном пивном бизнесе и приказала продать свою долю в Pheiffer. В марте 1932 года налоговое ведомство арестовала банковские счета и имущество Билла Токко и его жене Розали на сумму 30 000 долларов, причитающихся с налогов.

### Становление Детройтского партнёрства
Тем временем в Детройте началась новая гангстерская война. Глава Вестсайдской банды Чезаре «Честер» Уильям Ламаре уже давно был в конфликте с Истсайдской бандой своими агрессивными действиями почти доведя дело до открытой войны. Теперь он решил воспользоваться смертью босса детройтской мафии Сэма Каталанотте и занять его место. Ламаре решил заманить боссов Истсайдской банды на переговоры и убить их, тем самым избавившись от конкурентов. Анджело Мели, не доверяя Ламаре, попросил влиятельного детройтского мафиози Гаспара Милаццо, известного как хороший посредник, приехать вместо него, рассчитывая, что его присутствие облегчит переговоры. Мели ошибся. Милаццо и его водитель и телохранитель Росарио «Сэм» Паррино были застрелены из дробовиков вскоре после прибытия на рыбный рынок Вернор-Хайвей, где должны были пройти переговоры. Убийство всеми уважаемого Милаццо вызвало негодование в итальянском преступном мире Детройта, которое переросло в полноценную войну Истсайдской и Вестсайдской банд, вошедшее в историю как Война мафии Кросстауна (Crosstown Mafia War). Точку в войне, которая длилась примерно год, унеся жизни более 14 членов мафии, поставило убийство Ламаре 6 февраля 1931 года. По подозрению в причастности к убийству были арестованы Джозеф Зерилле и Уильям Токко, но оба были отпущены без возбуждения уголовного дела. Арест стал для Токко пятым в его жизни задержанием и вторым расследованию убийства в его преступной карьере.
Смерть Ламаре и ряда других авторитетов, таких как Джо Токко, привела к тому, что в детройтской мафии стали доминировать лидеры Истсайдской банды Анджело Мели, «Чёрный» Билл Токко и «Джо Уно» Дзерилли, к которым примкнули их союзники «Папа Джон» Прициола и Питер Ликаволи. Впятером они образовали «Правящий совет» преступного синдиката, получившего название Детройтское партнёрство. Признание со стороны лидеров нью-йоркской мафии окончательно утвердило господство Детройтского партнёрства в преступном мире Мичигана и Среднего Запада.

### Эпоха Токко-Дзерилли (1936—1977)
Первым боссом Детройтского партнёрства стал «Чёрный Билл» Токко, который правил вместе с Джозефом Дзерилли и Анджело Мели, ставшими его заместителем и советником. Правление «Чёрного Билла» длилось примерно пять лет. В марте 1936 года ему было предъявлено обвинение в уклонении от уплаты налогов. Хотя Токко удалось избежать наказания, выплатив компенсацию в размере 25 000 долларов, он ушёл с поста босса из-за огласки, которую в те времена боссы американской мафии старались избегать. Новым боссом семьи стал Джозеф Дзерилли, заместитель и шурин Токко.
Помимо преступной деятельности Токко и Дзерилли нередко выступали в качестве арбитров в спорах между фракциями партнёрства и отдельными мафиози. Не забывали они и про легальный бизнес, со временем всё больше уделяя внимания законным источникам дохода. В конце концов Токко передал контроль над игровыми автоматами Винсенту Мели, брату жены своего сына Джека. Токко также занимался похоронным бюро Баньяско, бизнесу, унаследованному одним из зятьёв Билла от его отца после его безвременной смерти в ходе очередного гангстерского конфликта. С годами Билл пытался как можно больше дистанцироваться от преступных дел, создав внушительный бизнес-портфель. Руководство своим законными предприятиями, такими как ипподром Хейзел-Парк, Токко обычно поручал родственникам.
Среди легальных предприятий в которых принимали участие Токко и Дзерилли были Detroit Italian Baking Company, открытая ещё в 1930-х годах, похоронное бюро Bagnasco Funeral Home, автосалон Lafayette Motors, продававший автомобили Chryseler, Melrose Linen Service, созданная в 1953 году, Muller Foods, ресторан Elias Big Boy в Анн-Арборе (Мичиган), T&M Construction, элитная и коммерческая недвижимость, а также земельные участки в Мичигане и Аризоне, Deer Valley Citrus Association в Глендейле (Аризона) и Jarson-Zerilli Produce Company.
Некоторые историки мафии считают, что «Чёрный Билл» Токко был заместителем Джо Дзерилли с момента отставки и до ухода на покой в середине 1960-х после двух сердечных приступов. Впрочем, даже перебравшись во Флориду, он оставался советником Джо Дзерилли до своей смерти в 1972 году.

### Последние годы и смерть
Роль Токко в преступном синдикате постепенно падала. Хотя Чёрный Билл продолжал оставаться в числе высокопоставленных членов партнёрства, проблемы со здоровьем ограничили его участие в делах мафии и он всё больше внимания уделял подготовке своего старшего сына Джека, чтобы тот со временем мог возглавить семью. Два сердечных приступа убедили Чёрного Билла Токко отойти от дел и большую часть последних девяти лет своей жизни он провёл в Майами (штат Флорида), рядом со старыми друзьями и соратниками.
Уильям Токко умер 28 мая 1972 года в возрасте 75 лет страдая от слабого сердца и борясь с раком в больнице Бон-Секур (ныне больница Бомонт) в Гросс-Пойнте (округ Уэйн, штат Мичиган), оставив после себя жену Розали, 7 детей и 28 внуков. Похороны прошли в церкви Святого Семейства в Детройте. Похоронен на кладбище Гроба Господня в Саутфилде (округ Окленд, штат Мичиган).

## Личная жизнь
Билл женился на Розали Дзерилли, сестре своего друг и партнёра Джозефа Дзерилли. У них было семеро детей, 5 дочерей и двое сыновей, в том числе Джека Токко, который впоследствии сам стал боссом детройтской мафии. Для семьи Токко построил в элитном посёлке Гросс-Пойнт-Парк дом, который и много лет спустя является одним из самых впечатляющих сооружений в этом районе. Дом в итальянском стиле площадью около 740 м² был достроен в 1928 году. В нём было 6 спален, 4 ванные комнаты, 2 кухни, гостиная, столовая, детская игровая комната, бильярдная, библиотека, три камина, помещение для прислуги и подвал с винным погребом, а также 25-метровый бассейн, сад с мраморными статуями и мини-виноградник.
В 1952 году сын Чёрного Билла Энтони Токко женился на Кармеле Профачи, дочери Джо Профачи, боссе одной из Пяти семей Нью-Йорка. Благодаря семейным связям и всеобщему уважению он сыграл важную роль в сближении Детройтского партнёрства с другими кланами, в том числе с семьёй Профачи из Нью-Йорка. Другой сын Токко, Джек, женился на дочери Анджело Мели, который много лет был консильери семьи Детройта.
В 1953 году дочь Токко, Грейс, вышла замуж за Карло Ликату, сына Ника Ликаты, некогда изгнанного Детройтской семьей и ставшего затем боссом мафии Лос-Анджелеса. Ник Ликата присутствовал на свадьбе в Детройте, что стало доказательством прочности отношений между семьями.